# Rusty: A Dog's Tale
Rusty: A Dog's Tale es una película familiar de 1998 dirigida por Shuki Levy y protagonizada por Hal Holbrook y Rue McClanahan.

## Argumento
La película trata de dos huérfanos llamado Jory (Blake crianza) y Tess (Danielle Keaton).Sus primos Bart (Charles Fleischer) y Bertha (Laraine Newman) son dos ladrones que intentan distanciarse de sus abuelos, porque los huérfanos tienen los fondos fiduciarios de sus difuntos padres. Cuando Bart y Bertha secuestrar a los cachorros recién nacidos, el perro Rusty (Matthew Lawrence) decide salvarles.

## Reparto parcial
- Hal Holbrook - Boyd Callahan
- Rue McClanahan - Edna Callahan
- Laraine Newman - Bertha Bimini
- Charles Fleischer - Bart Bimini
- Blake Foster - Jory
- Danielle Keaton - Tess
- Beau Billingslea - Sheriff Wilson
- Michael J. Pagan - Dylan Wilson
- Vincent Schiavelli -  Carney Boss
- Ken Kercheval - Carl Winthrope
- Gigi Goyette - Gladys the Waitress
- James Mathers - Man at Carnival

### Voces
- Rodney Dangerfield - Bandido-Conejo.
- Bobcat Goldthwait como Jet-Tortuga.
- Doug E. Doug como Turbo-Tortuga.
- Suzanne Somers como Malley-Perro.
- Patrick Duffy como Cap-Perro.
- Matthew Lawrence como Rusty-Perro.
- Charles Adler como Agent-Serpiente.
- Mary Kay Bergman como Myrtle-Pato.
- Jennifer Darling como Mrs. Cluck-Gallina.
- Melissa Disney como Boo-Gato.
- Tony Oliver como Rebel-Perro.
- Nick Jameson como Ratchet-Mapache.
- Frank Welker como Boss-Pato.

### Voces adicionales
- Steve Kramer
- Jim Cummings
- Wendee Lee
- Julie Maddalena
- Brianne Siddall
- Michael Sorich

## Recepción
Desde 2006 la película fue re-lanzada en DVD, Andre Dursin del asiento del pasillo ofreció que la película, es "muy lindo", imposible de disgusto tele-película de Shuki Levy y Haim Saban fácilmente supera a sus más rimbombantes tarifa para niños (como Power Rangers).